# مچریه (دشت آزادگان)
مچریه (المچریه)، روستایی از توابع بخش بستان شهرستان دشت آزادگان در استان خوزستان ایران است. که دارای هوایی گرم و خشک می باشد. شغل اکثر مردم این‌ روستا دامداری و کشاورزی است. بیشتر مردم این روستا از طایفه بزرگ سواری‌ها هستن.
به عبارتی از معدود جاهایی است که میشه گفت مهد تمدن طایفه سواری‌ها بحساب می آید.

## جمعیت
این روستا (مچربه) در دهستان بستان قرار دارد و براساس سرشماری مرکز آمار ایران در سال ۱۳۹۵، جمعیت آن ۲۰۵ نفر (۲۰خانوار) بوده‌است.